# Gerindote
Gerindote település Spanyolországban, Toledo tartományban. Gerindote Burujón, Escalonilla, Santo Domingo-Caudilla, Torrijos, Barcience, Rielves és Albarreal de Tajo községekkel határos. Lakosainak száma 2767 fő (2024).

## Népesség
A település népessége az utóbbi években az alábbiak szerint változott:
| Lakosok száma | 1875 | 2079 | 2213 | 2439 | 2425 | 2341 | 2347 | 2300 | 2518 | 2767 |
|               | 2001 | 2004 | 2007 | 2009 | 2012 | 2014 | 2017 | 2019 | 2022 | 2024 |